# 기원전 84년

## 연호
- 전한(前漢) 시원(始元) 3년

## 기년
- 전한(前漢) 소제(昭帝) 3년

## 사망
루키우스 코르넬리우스 킨나